# Винанд, Карл

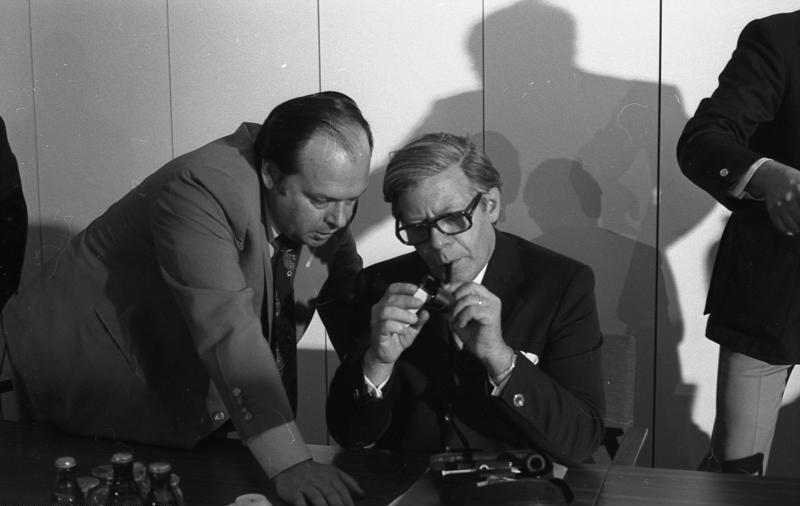
Карл Винанд с Гельмутом Шмидтом на заседании президиума СДПГ. Бонн. 1974

Карл Ви́нанд (нем. Karl Wienand; 15 декабря 1926, Линденпюц — 10 октября 2011, Трир) — немецкий политик, член СДПГ, депутат бундестага. Агент Штази, фигурант нескольких политических скандалов и уголовных дел.

## Биография
Отец Винанда был коммунистом, неоднократно подвергался арестам при национал-социалистах и умер в начале Второй мировой войны. Окончив народную школу, Карл Винанд в 1941 году был направлен на учительские курсы в Бад-Годесберге и Ксантене. Винанд был призван в армию и получил тяжёлые ранения: потерял ногу, получил огнестрельное ранение в голову и повреждения руки штыком. Имел 70-процентную инвалидность.
В 1947 году Винанд вступил в СДПГ и избирался в районные правления партии. В 1952 году Винанд избирался бургомистром Росбаха.
На выборах в бундестаг 1953 года 26-летний Винанд стал самым молодым депутатом. С 15 ноября 1963 по 13 апреля 1967 года Винанд занимал пост заместителя председателя комитета по обороне. С 3 марта 1964 по 27 апреля 1967 года Винанд руководил рабочим кружком фракции СДПГ по вопросам безопасности. С 7 марта 1967 по 30 августа 1974 года Винанд являлся парламентским организатором. Сложил депутатские полномочия 3 декабря 1974 года.
По словам Герберта Венера Винанд считался «человеком для решения деликатных вопросов». По мнению историка Арнульфа Баринга Винанд входил в социал-либеральное ядро партии. Журнал Der Spiegel в 1973 году заявил о причастности Винанда к неожиданному поражению Райнера Барцеля с вотумом недоверия Вилли Брандту в 1972 году.
В 1971 году Винанда, консультировавшего чартерную авиакомпанию Paninternational и получившего за это гонорар в размере 162 500 немецких марок, обвинили в том, что он помог авиакомпании избежать проверки со стороны федерального ведомства гражданской авиации. Обвинения были выдвинуты после аварийной посадки самолёта авиакомпании на автобане под Гамбургом, повлекшей смерть 22 человек. Расследование, проведённое комитетом бундестага по этому вопросу, не вынесло окончательного решения из-за разногласий между партиями.
В 1973 году бывший депутат бундестага от ХДС Юлиус Штайнер заявил на пресс-конференции, что в 1972 году получил от Винанда 50 тыс. немецких марок за то, чтобы он воздержался при голосовании по вынесению вотума недоверия федеральному канцлеру Вилли Брандту. Позднее стало известно, что Штайнер получил 50 тыс. немецких марок от Главного управления разведки МГБ ГДР. Осталось неизвестным, была ли сумма в 50 тыс. немецких марок выплачена дважды.
В 1973 году с Карла Винанда был снят иммунитет депутата бундестага в связи с подозрением в уклонении от уплаты налогов. В результате судебного разбирательства по обвинению в налоговых преступлениях, а также по делу Paninternational в 1975 году Винанду было назначено наказание в виде денежного штрафа в размере 102 тыс. немецких марок.
В 1996 году Винанд был признан виновным в шпионаже в пользу ГДР и был приговорён к двум с половиной годам тюремного заключения и штрафу в размере одного миллиона немецких марок. В 1970—1989 годах Винанд по данным государственной прокуратуры осознанно сотрудничал с Главным управлением разведки МГБ ГДР. Верховный земельный суд в Дюссельдорфе признал виновным в преступной деятельности начиная только с 1976 года, поскольку до этого он имел полномочия на ведение официальных переговоров. Винанд отвергал обвинения в шпионаже до самой смерти. Досье на Карла Винанда было заведено в МГБ ГДР в июне 1959 года, с 1971 года он числился в министерстве в «контактных лицах», в 1988 году был переведён в «источники информации». По воспоминаниям начальника внешней разведки ГДР Маркуса Вольфа Винанд поддерживал контакты с разведслужбой ГДР с конца 1960-х годов. Решением Федерального Верховного суда от 28 ноября 1997 года в обжаловании вынесенного Винанду приговора было отказано, но назначенный ему тюремный срок был заменён условным в соответствии с помилованием, вынесенным федеральным президентом Романом Херцогом в связи с сердечным заболеванием Винанда.
В 1990-е годы Винанд получал взятки в миллионном размере за протекцию при планировании и строительстве мусоросжигательной станции в Кёльне. В 2002 году он провёл три месяца в следственном изоляторе по обвинению в коррупции, содействии в коррупции и уклонении от уплаты налогов. В том же году Винанд, не участвовавший в партийной деятельности с 1990-х годов, вышел из состава СДПГ во избежание внутрипартийного расследования. По состоянию здоровья он был выпущен на свободу с ограничениями, сдал заграничный паспорт, удостоверение личности и три раза в неделю отмечался в местном отделении полиции. В августе 2003 года земельный суд Кёльна снял ограничения. Начало судебного разбирательства откладывалось из-за состояния здоровья Винанда. 14 декабря 2004 года кёльнский суд признал Карла Винанда виновным и назначил ему наказание в виде тюремного заключения сроком на два года, которое было заменено условным.
Дважды вдовец, Карл Винанд был отцом и отчимом пятерым детям.